# Hellfueled
Hellfueled es una agrupación sueca de stoner rock proveniente de la ciudad de Huskvarna. Fue fundada en 1998 bajo el nombre de Firebug.

## Carrera
Su álbum debut "Volume One" fue publicado en el 2004. El álbum debe su notoriedad dentro de la escena en gran medida al hecho de que la voz del cantante Andy Alkman es muy similar a la de Ozzy Osbourne, y también las guitarras tienen un sonido muy parecido al de Zakk Wylde. Pese a su calidad musical y a ser muy popular en su país, la agrupación ha sido acusada de ser una simple copia del mencionado Ozzy Osbourne.

## Miembros
- Andy Alkman - Voz
- Jocke Lundgren - Guitarra
- Henke Lönn - Bajo
- Kent Svensson - Percusión

## Discografía
- Volume One (2004)
- Midnight Lady (Sencillo, 2005)
- Born II Rock (2005)
- Memories In Black (2007)
- Emission of Sins (2009)